# Daedalea langkawiensis
Daedalea langkawiensis är en svampart som beskrevs av Corner 1987. Daedalea langkawiensis ingår i släktet Daedalea och familjen Fomitopsidaceae.   Inga underarter finns listade i Catalogue of Life.